# Pressione del ventricolo sinistro

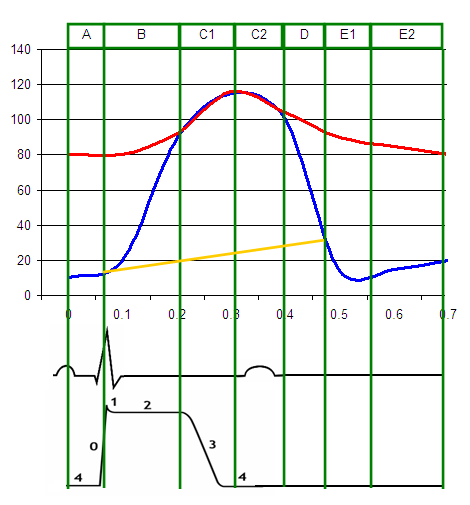
Parte del diagramma di Wiggers.
Rosso = pressione aortica
Blu = pressione ventricolare sinistra
Giallo = pressione atriale sinistra
In basso: traccia elettrocardiografica e diagramma del potenziale d'azione cardiaco

La pressione del ventricolo sinistro è la pressione del sangue all'interno dei ventricolo sinistro.

## Pressione ventricolare sinistra
Durante la maggior parte del ciclo cardiaco, la pressione ventricolare è inferiore alla pressione in aorta, ma durante la sistole, la pressione ventricolare aumenta rapidamente, e le due pressioni diventano uguali tra loro (rappresentato dalla congiunzione delle linee blu e rosse sul diagramma di Wiggers): la valvola aortica si apre, e il sangue viene spinto al di fuori del ventricolo per raggiungere tutto il corpo.
Pressione telediastolica ventricolare sinistra elevata è un fattore di rischio aggiuntivo in corso di chirurgia cardiaca. Sono state descritte anche valutazioni non invasive.
Una differenza importante tra la pressione aortica e la pressione ventricolare sinistra può indicare la presenza di una stenosi aortica.

## Pressione ventricolare destra
La pressione ventricolare destra evidenzia una differente curva pressione-volume rispetto alla pressione ventricolare sinistra.